# Airport Simulator 2019
Airport Simulator 2019 est un jeu vidéo de simulation solo, faisant partie de la série Airport Simulator. Il a été développé par Toplitz Productions et publié sur Microsoft Windows le 31 mai 2018, et sur Xbox One et PlayStation 4 le 15 août 2018. Le joueur rentre dans la peau du nouveau directeur d'un grand aéroport international, dans le but de le développer et de l'étendre, comme Airport Tycoon,.

## Système de jeu
Au début, le joueur obtient un garage de trois véhicules d'aéroport: un bus, un porte-bagages et un camion de carburant, avec une certaine somme l'argent. Avec un nombre fixe de vols par jour, le travail consiste à conduire un véhicule à travers l'aéroport. La journée de travail se termine lorsque tous les passagers sont transportés. De là, le personnel qui conduira et travaillera pour chaque véhicule pourra être embauché. Le personnel et les véhicules (qui peuvent être endommagés ou manquer de carburant) peuvent tous deux être améliorés à mesure que le jeu progresse.